# Marvin Leonard Goldberger
Pour les articles homonymes, voir Goldberger.
Marvin Leonard Goldberger (né à Chicago, en Illinois, le 22 octobre 1922, et mort à La Jolla (Californie) le 26 novembre 2014) est un physicien théoricien, un professeur et un ancien président du California Institute of Technology (Caltech). Il a été professeur de physique dans plusieurs universités américaines ainsi que membre du comité JASON. Il a également été membre de plusieurs conseils d'administration, dont celui de General Motors pendant 12 ans.

## Biographie
Goldberger est né à Chicago, en Illinois. Il obtient un baccalauréat en sciences du Carnegie Institute of Technology et un Ph.D. en physique de l'université de Chicago (1948 ou 1949). Sa thèse, Interaction of High-Energy Neutrons with Heavy Nuclei, est complétée sous la supervision d'Enrico Fermi.
De 1957 à 1977, Goldberger est professeur de physique à l'université de Princeton. Lors de cette période, il décrit, avec Sam Treiman, les relations Goldberger-Treiman. En 1961, il reçoit le prix Dannie Heineman pour la physique mathématique. En 1963, il est élu à l'Académie nationale des sciences des États-Unis.
De 1978 à 1987, il est président de Caltech. De 1987 à 1991, il est directeur de l'Institute for Advanced Study. De 1991 à 1993, il est professeur de physique à l'université de Californie à Los Angeles. À partir de 1993, il est professeur de physique à l'université de Californie à San Diego, où il est également doyen